# Mosquée d'Ali-pacha
La mosquée d'Ali-pacha est située en Bosnie-Herzégovine, sur le territoire de la Ville de Sarajevo. Construite en 1560 et 1561, elle est inscrite sur la liste des monuments nationaux de Bosnie-Herzégovine.

## Localisation

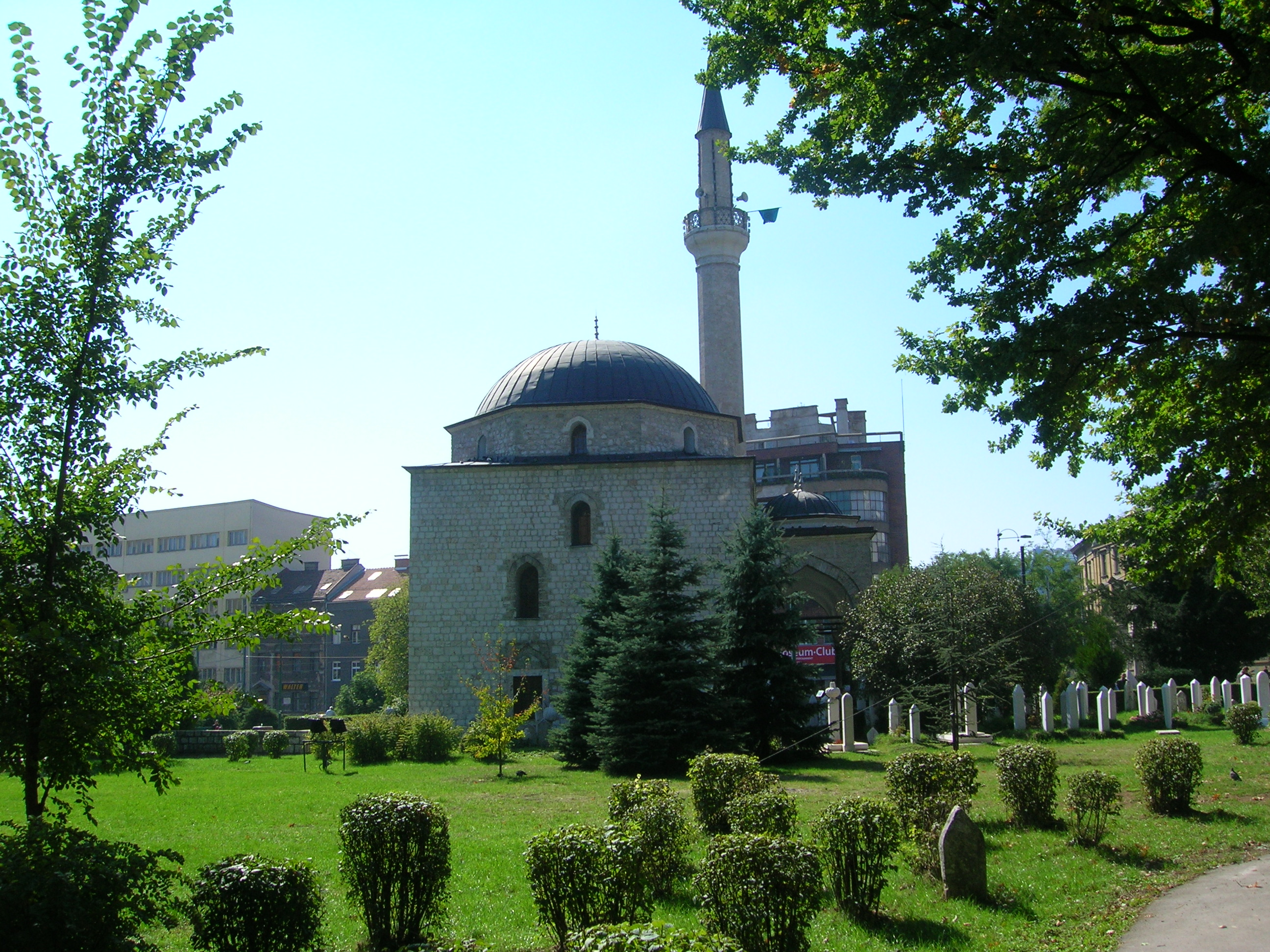
Autre vue de la mosquée

## Architecture

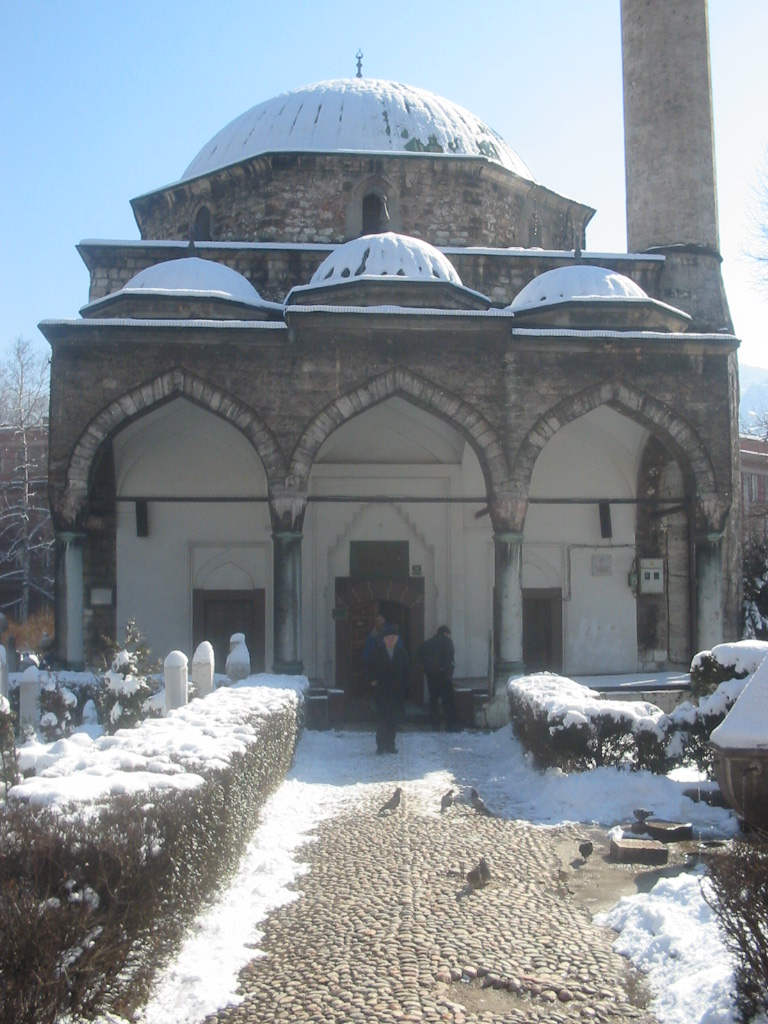
Autre vue de la mosquée